# Eumerus interruptus
Eumerus interruptus är en tvåvingeart som beskrevs av Becker 1907. Eumerus interruptus ingår i släktet månblomflugor, och familjen blomflugor. Inga underarter finns listade i Catalogue of Life.